# Lenguas celtas insulares
El celta insular es un subgrupo que comprende las lenguas célticas de Gran Bretaña e Irlanda más el bretón, hablado en Bretaña (norte de Francia), cuyo origen es insular.
En comparación con las lenguas célticas continentales, del céltico insular se tiene un conocimiento mucho más preciso. Aunque existen datos de estas lenguas que provienen de fuentes clásicas, como inscripciones en alfabeto latino y ogham desde finales del s. VIII  al IV a. C. y topónimos, principalmente es a través de manuscritos en lengua irlandesa desde el s. VII d. C. y más tarde en lenguas británicas, de donde proviene una gran fuente de información con respecto al céltico insular.
A su vez, tiene dos ramas, proviniendo las lenguas de cada una de un antecesor común cuya distinción se habría producido alrededor del 1000 a. C.

## Clasificación
Todas las lenguas celtas insulares descienden del proto-celta al igual que las lenguas celtas continentales (galo, lepóntico, celtíbero). El celta insular forma un grupo geográfico claro que se desarrolló íntegramente en las islas británicas (y sólo tardíamente el bretón pasó al continente). Por otra parte el celta continental es peor conocido ya que está extintos desde época romana. Existe cierta discusión sobre la relación entre el celta insular y el celta continental. Para algunos autores el celta insular de las islas británicas constituye un grupo filogenético o rama del celta que descendería de un proto-celta insular. Sin embargo otros autores consideran que el celta insular es sólo una clasificación geográfica y realmente no constituye por sí mismo una rama genuina del celta. Los autores se encuentran divididos en dos posiciones:
- Hipótesis del origen común: El celta insular es un grupo filogenético válido y sus características comunes se remontan a una lengua céltica uniforme que más tarde se fragmentó en proto-goidélico (Irlanda) y proto-britónico (Britania).
- Hipótesis del área lingüística: El celta insular no deriva de un celta más o menos uniforme sino que en tiempos de la llegada a las islas británicas ya existían diferencias entre el celta goidélico y el celta britónico. Los rasgos comunes entre ambos grupos podría haber sido consecuencia de una evolución convergente debida al contacto lingüístico entre ambos grupos.

### Celta insular como grupo filogenético
La hipótesis del celta insular postula que las lenguas britónicas y goidélicas evolucionaron históricamente de un ancestro común más o menos uniforme que llegó a las islas británicas a diferencia de las lenguas celtas continentales que serían evoluciones independientes del celta insular.
Los autores de la hipótesis del celta insular como grupo filogenético (entre los cuales están Cowgill 1975; McCone 1991, 1992; y Schrijver 1995) señalan la existencia de innovaciones compartidas entre las lenguas celtas insulares que no están presentes en el celta continental. Entre estas innovaciones incluyen las preposiciones flexionadas, el uso compartido de ciertas partículas verbales, el orden básico VSO y la diferenciación entre formas absolutas y conjuntivas en las terminaciones verbales muy extendidas tanto en antiguo irlandés como en galés medio. Estos autores consideran que la evolución de la labiovelar a labial ( /*kʷ/ > /p/) compartida por las lenguas britónicas y el galo es secundaria y pudo producirse tardíamente en ambos grupos independientemente.

### Celta insular como área lingüística
La hipótesis del área lingüística rechaza que el celta insular proceda de una protolengua diferente del protocelta y por lo tanto de alguna manera considera que algunas lenguas celtas insulares filogenéticamente están más estrechamente emparentadas con el celta continental, que con el resto de lenguas celtas insulares. Por ejemplo comúnmente consideran que las lenguas britónicas tienen un origen más cercano al galo que a las lenguas goidélicas. Sin embargo, esta teoría necesita explicar los elementos comunes al celta insular, y en general se recurre al argumento de que son el resultado de un fenómeno de evolución convergente o de área lingüística.
Según algunos defensores de esta hipótesis en el período post-romano se produjeron numerosos contactos y préstamos léxicos entre las lenguas goidélicas y britónicas. Por ejemplo existe evidencia histórica de la presencia del irlandés antiguo en lo que actualmente es Gales e Inglaterra, y también existen evidencias de la presencia de hablantes britónicos en Irlanda durante el mismo período. Las evidencias arqueológicas también sugieren que existió un contacto sustancial entre Bretaña e Irlanda ya en tiempos prerromanos.
Ranko Matasović confeccionó una lista de los cambios que afectaron a las dos ramas del celta insular (aunque no hay evidencia de que se remonten a un antepasado común):
- Cambios fonéticos
  - La lenición de las oclusivas sordas
  - Ciertos cierres vocálicos (i-Affection)
  - Ciertas aperturas vocálicas (a-Affection)
  - Apócope
  - Síncopa
- Cambios morfológicos
  - Creación de preposiciones conjugadas (flexionadas)
  - Pérdida del caso gramatical en los pronombres personales
  - Creación de un grado equativo en el adjetivo
  - Creación de formas particulares de imperfecto
  - Creación del modo condicional
- Cambios morfosintácticos y sintácticos
  - Fijación del orden básico en VSO
  - Creación de artículos definidos proclíticos
  - Creación de partículas para marcar la polaridad positiva o negativa de la oración
  - Creación de construcciones perifrásticas comunes
  - Creación de marcas de objeto
  - Uso de números ordinales en el sentido de "uno de".

## Lenguas goidélicas
Se puede hablar de varias etapas en el desarrollo de las lenguas goidélicas:
1. Etapa goidélica temprana, de la que se tiene constancia por nombres étnicos goidélicos transmitidos por autores griegos y romanos.
2. Paleoirlandés, en el siglo V d. C.
3. Irlandés arcaico, en el siglo VI d. C.
4. irlandés antiguo, en el siglo VIII d. C.
5. Irlandés medio, separación del escocés y del manés del irlandés.

Las lenguas de esta rama serían:
- el gaélico escocés, en Escocia.
- el irlandés o gaélico irlandés, en Irlanda, siendo lengua oficial de la República de Irlanda.
- el manés, en la isla de Man.

Aunque se conoce que hubo colonos irlandeses en la zona de la actual Gales, no se han conservado huellas de su lengua salvo algunas inscripciones.
Hoy en día es muy habitual referirse al conjunto de estas lenguas como 'gaélico' aunque esto no sea del todo correcto.

## Lenguas britónicas
El britónico o británico (la palabra procede del galés brython, de la que se deriva la denominación de la isla y de sus habitantes y tribus antiguas) fue hablado en Gran Bretaña al sur de los ríos Forth y Clyde hasta el siglo VI d. C. Su historia se puede dividir en tres períodos:
1. Período prerromano, desde el tiempo de los primeros informes de Pytheas de Marsella (c. 325 a. C.) hasta la invasión de Claudio (43 d. C.)
2. Período romano y post-romano temprano hasta la llegada de los anglosajones en el 450 d. C.
3. Período post-romano, desde el 450 al 550 d. C.

La información de la que se dispone respecto al britónico en época tanto romana como prerromana se basa en fuentes griegas y romanas que únicamente recogen nombres y palabras aisladas. No se han encontrado textos britónicos de gran extensión, disponiéndose únicamente de material epigráfico consiste de pequeñas inscripciones con caracteres latinos sobre piedra, metal o cerámica. Posteriormente las fuentes del britónico son nombres celtas inscritos en piedra en latín desde los siglos V al VII en Gales. También se llegó a hablar en la isla de Man pese a que más tarde fue sustituido por el goidélico.
El britónico con el tiempo se separó en varios dialectos que daría las futuras lenguas britónicas:
- el galés, nacido de un dialecto occidental y septentrional, hablado hoy en día en Gales.
- el cúmbrico, nacido de un dialecto septentrional, hablado hasta el siglo XII en el noroeste de Inglaterra y el sur de Escocia.
- el córnico o cornuallés, nacido de un dialecto sudoccidental, hablado en Devon, Cornualles y partes de Somerset y Dorset hasta el siglo XVIII.
- el bretón, de gran similitud con el córnico y el galés, llevado a Bretaña por emigrantes de esas regiones en los siglos V y VI.
- el picto, si bien su filiación céltica no está clara aún, con una muy posible fuerte influencia pre-indoeuropea.
- el ivérnico o paleoirlandés.

Con la invasión de los escotos desde Irlanda por un lado y de los anglos por otro desde el sur de Inglaterra llegaron hasta Escocia, se formaron bolsas de hablantes que crearon sus propios dialectos. Así se formaron dos áreas lingüísticas principales en Escocia: la zona germánica (scots, emparentado estrechamente con el inglés) y la zona gaélica (erse, término que los escoceses utilizaron para referirse a los irlandeses o gaélicos). 
Asimismo fueron hablantes de lengua britónica los que en los siglos V y VI emigraron al continente europeo conservando su cultura y lengua celta particular, estableciendo colonias en la actual Bretaña. Aunque es probable que aún quedasen vestigios de alguna lengua céltica continental en esa zona (el galo, por ejemplo), sería muy arriesgado decir por las fuentes de las que se disponen y sobre todo por la época, que el bretón, evolución continental de hablantes de córnico y galés, pudiese haber tenido alguna influencia clara en la lengua.